# Dorere
Dorerne (Græsk: Δωριεῖς, Dōrieis, ental Δωριεύς, Dōrieus) var en af de etniske befolkninger som oldgrækerne så sig selv opdelt i – en af de andre var ionerne.
De adskilte sig gennem deres sprog, samfund og historisk tradition. Kilder placerer deres oprindelse i det nordøstlige Grækenland, omkring Makedonien, hvor de siden blev drevet sydpå af ukendte omstændigheder (kendt som Dorervandringen, Den doriske vandring eller Dorerinvasionen), og blandt andet fortrængte de derboende ioner.
Navnet dorere skyldes, at antikkens grækere mente, nykommerne stammede fra regionen Doris, beskrevet som en slette, der bølger frem mellem bjergene Oita og Parnassos. Vinteren er efter græske begreber lang og hård, men jorden egner sig udmærket for korndyrkning og græsning. Områdets åer løber ud i Kefissos, og forvandler den til en betydelig flod, inden den når frem til Fokis. 

## Fodnoter
1. ↑  Google Bogsøgning: A History of Greece af Connop Thirlwall

| Historie | Spire Denne historieartikel er en spire som bør udbygges. Du er velkommen til at hjælpe Wikipedia ved at udvide den. |